# Danilo Pereira
 Danilo Luís Hélio Pereira  (Bisáu, Guinea-Bisáu, 9 de septiembre de 1991), conocido deportivamente como Danilo Pereira o simplemente Danilo, es un futbolista portugués que juega como centrocampista en el Al-Ittihad de la Liga Profesional Saudí.

## Selección nacional

### Selección sub-20
Danilo formó parte de la selección portuguesa que disputó el Campeonato Europeo de la UEFA Sub-19 2010. Actualmente disputa con su selección la Copa Mundial de Fútbol Sub-20 de 2011 donde es uno de los pilares de su equipo. Sus buenas actuaciones le permitieron ser elegido como uno de los diez candidatos a ganar el balón de oro como mejor jugador del campeonato.

### Participaciones con la selección
| Torneo                                    | Sede     | Resultado        | Partidos | Goles |
| ----------------------------------------- | -------- | ---------------- | -------- | ----- |
| Campeonato Europeo de la UEFA Sub-19 2010 | Francia  | Primera fase     | 3        | 0     |
| Copa Mundial de Fútbol Sub-20 de 2011     | Colombia | Subcampeón       | 7        | 1     |
| Eurocopa 2016                             | Francia  | Campeón          | 5        | 0     |
| Eurocopa 2020                             | Europa   | Octavos de final | 4        | 0     |
| Copa Mundial de Fútbol de 2022            | Catar    | Cuartos de final | 1        | 0     |
| Eurocopa 2024                             | Alemania | Cuartos de final | 1        | 0     |

## Estadísticas

### Clubes
Actualizado al último partido disputado el 30 de mayo de 2025.
| Club                              | Div.          | Temporada     | Liga  | Liga  | Copas nacionales | Copas nacionales | Copas internacionales | Copas internacionales | Total | Total |
| Club                              | Div.          | Temporada     | Part. | Goles | Part.            | Goles            | Part.                 | Goles                 | Part. | Goles |
| --------------------------------- | ------------- | ------------- | ----- | ----- | ---------------- | ---------------- | --------------------- | --------------------- | ----- | ----- |
| Aris Salónica F. C. · Grecia      | 1.ª           | 2010-11       | 5     | 2     | 0                | 0                | —                     | —                     | 5     | 2     |
| Aris Salónica F. C. · Grecia      | Total club    | Total club    | 5     | 2     | 0                | 0                | 0                     | 0                     | 5     | 2     |
| Parma Calcio 1913 · Italia        | 1.ª           | 2011-12       | 5     | 0     | 0                | 0                | —                     | —                     | 5     | 0     |
| Parma Calcio 1913 · Italia        | Total club    | Total club    | 5     | 0     | 0                | 0                | 0                     | 0                     | 5     | 0     |
| Roda JC · Países Bajos            | 1.ª           | 2012-13       | 35    | 1     | 1                | 0                | —                     | —                     | 36    | 1     |
| Roda JC · Países Bajos            | Total club    | Total club    | 35    | 1     | 1                | 0                | 0                     | 0                     | 36    | 1     |
| C. S. Marítimo Portugal           | 1.ª           | 2013-14       | 28    | 1     | 4                | 0                | —                     | —                     | 32    | 1     |
| C. S. Marítimo Portugal           | 1.ª           | 2014-15       | 29    | 3     | 9                | 0                | —                     | —                     | 38    | 3     |
| C. S. Marítimo Portugal           | Total club    | Total club    | 57    | 4     | 13               | 0                | 0                     | 0                     | 70    | 4     |
| F. C. Porto Portugal              | 1.ª           | 2015-16       | 33    | 6     | 5                | 0                | 7                     | 0                     | 45    | 6     |
| F. C. Porto Portugal              | 1.ª           | 2016-17       | 28    | 4     | 3                | 0                | 10                    | 0                     | 41    | 4     |
| F. C. Porto Portugal              | 1.ª           | 2017-18       | 19    | 1     | 5                | 2                | 6                     | 1                     | 30    | 4     |
| F. C. Porto Portugal              | 1.ª           | 2018-19       | 26    | 2     | 7                | 1                | 10                    | 0                     | 43    | 3     |
| F. C. Porto Portugal              | 1.ª           | 2019-20       | 26    | 2     | 5                | 0                | 9                     | 0                     | 40    | 2     |
| F. C. Porto Portugal              | 1.ª           | 2020-21       | 3     | 0     | 0                | 0                | 0                     | 0                     | 3     | 0     |
| F. C. Porto Portugal              | Total club    | Total club    | 135   | 15    | 25               | 3                | 42                    | 1                     | 202   | 19    |
| París Saint-Germain F. C. Francia | 1.ª           | 2020-21       | 23    | 2     | 7                | 0                | 12                    | 0                     | 42    | 2     |
| París Saint-Germain F. C. Francia | 1.ª           | 2021-22       | 27    | 5     | 3                | 0                | 7                     | 0                     | 37    | 5     |
| París Saint-Germain F. C. Francia | 1.ª           | 2022-23       | 33    | 2     | 4                | 0                | 7                     | 0                     | 44    | 2     |
| París Saint-Germain F. C. Francia | 1.ª           | 2023-24       | 26    | 0     | 5                | 1                | 3                     | 0                     | 34    | 1     |
| París Saint-Germain F. C. Francia | Total club    | Total club    | 109   | 9     | 19               | 1                | 29                    | 0                     | 157   | 10    |
| Al-Ittihad Arabia Saudita         | 1.ª           | 2024-25       | 26    | 2     | 3                | 2                | ―                     | ―                     | 29    | 4     |
| Al-Ittihad Arabia Saudita         | Total club    | Total club    | 26    | 2     | 3                | 2                | 0                     | 0                     | 29    | 4     |
| Total carrera                     | Total carrera | Total carrera | 372   | 33    | 61               | 6                | 71                    | 1                     | 504   | 40    |

## Palmarés

### Títulos nacionales
| Título                    | Club                      | País           | Año  |
| ------------------------- | ------------------------- | -------------- | ---- |
| Primeira Liga             | F. C. Oporto              | Portugal       | 2018 |
| Supercopa de Portugal     | F. C. Oporto              | Portugal       | 2018 |
| Primeira Liga             | F. C. Oporto              | Portugal       | 2020 |
| Copa de Portugal          | F. C. Oporto              | Portugal       | 2020 |
| Supercopa de Francia      | Paris Saint-Germain F. C. | Francia        | 2020 |
| Copa de Francia           | Paris Saint-Germain F. C. | Francia        | 2021 |
| Ligue 1                   | Paris Saint-Germain F. C. | Francia        | 2022 |
| Supercopa de Francia      | Paris Saint-Germain F. C. | Francia        | 2022 |
| Ligue 1                   | Paris Saint-Germain F. C. | Francia        | 2023 |
| Supercopa de Francia      | Paris Saint-Germain F. C. | Francia        | 2023 |
| Ligue 1                   | Paris Saint-Germain F. C. | Francia        | 2024 |
| Copa de Francia           | Paris Saint-Germain F. C. | Francia        | 2024 |
| Liga Profesional Saudí    | Al-Ittihad                | Arabia Saudita | 2025 |
| Copa del Rey de Campeones | Al-Ittihad                | Arabia Saudita | 2025 |

### Títulos internacionales
| Título                      | Club (*)              | País     | Año  |
| --------------------------- | --------------------- | -------- | ---- |
| Eurocopa                    | Selección de Portugal | Francia  | 2016 |
| Liga de Naciones de la UEFA | Selección de Portugal | Portugal | 2019 |

(*) Incluyendo la selección.